# Dom na nabierieżnoj
Dom na nabierieżnoj (ros. Дом на набережной) – kompleks budynków mieszkalnych w centrum Moskwy, na Wyspie Błotnej, naprzeciwko Kremla. Został wybudowany w latach 1928–1931 roku jako budynek rządowy dla wysokich rangą przedstawicieli państwa radzieckiego i ich rodzin, z których część przeprowadziła się z Leningradu w związku z przeniesieniem stolicy do Moskwy. Dom został zaprojektowany przez Borisa Iofana.
W kompleksie znajduje się ok. 500 mieszkań (niektóre wykorzystywane są obecnie jako biura), teatr, kino, restauracje i sklepy. Od jego pierwszych mieszkańców nazywany był także „Domem rządowym” (Дом правительства), a następnie „Pierwszym domem Rad” (Первый Дом Советов). Dom na nabierieżnoj rozsławiła powieść Jurija Trifonowa z 1976 roku, w Polsce wydana pod tytułem Dom nad rzeką Moskwą, zawierająca wątki autobiograficzne; autor sam jako dziecko był mieszkańcem tego domu.

## Lokalizacja
Kompleks mieszkaniowy znajduje się na Wyspie Błotnej na rzece Moskwie. Wyspa połączona jest z resztą miasta dwoma mostami – Wielkim Kamiennym i Małym Kamiennym. Kompleks zajmuje powierzchnię 3,3 ha i składa się z 8 budynków o wysokości od 8 do 10 pięter. Liczy 505 mieszkań i 25 klatek z widokami na ulicę Sierafimowicza i Biersieniewską nabierieżną.
Oficjalny adres domu to ul. Sierafimowicza 2. Firmy znajdujące się w Domu na nabierieżnoj czasami też używają adresu Biersieniewska nabierieżnaja 20.

## Historia

### 1920–1930

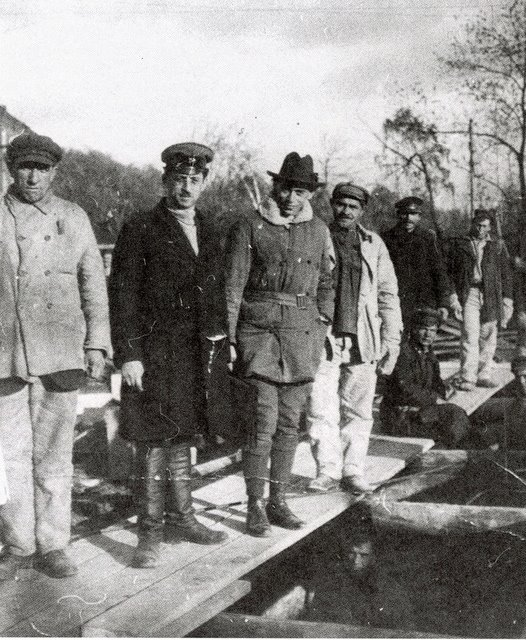
Architekt Boris Iofan (trzeci od lewej) na budowie Domu Centralnego Komitetu Wykonawczego i Rady Komisarzy Ludowych, początek lat 30.

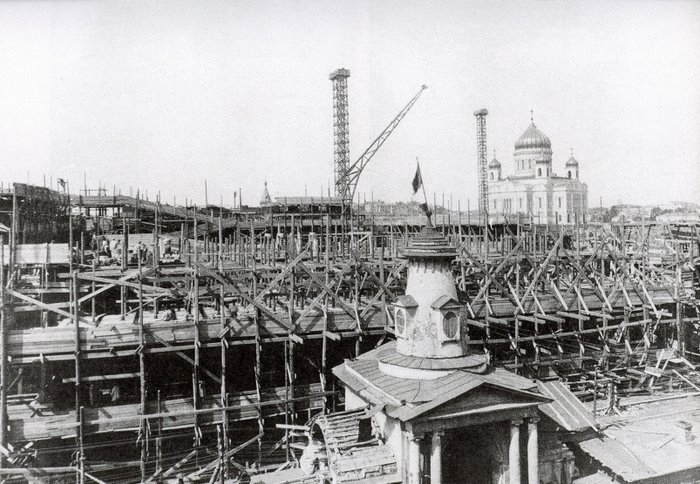
Budowa Domu Centralnego Komitetu Wykonawczego i Rady Komisarzy Ludowych, koniec lat 20.

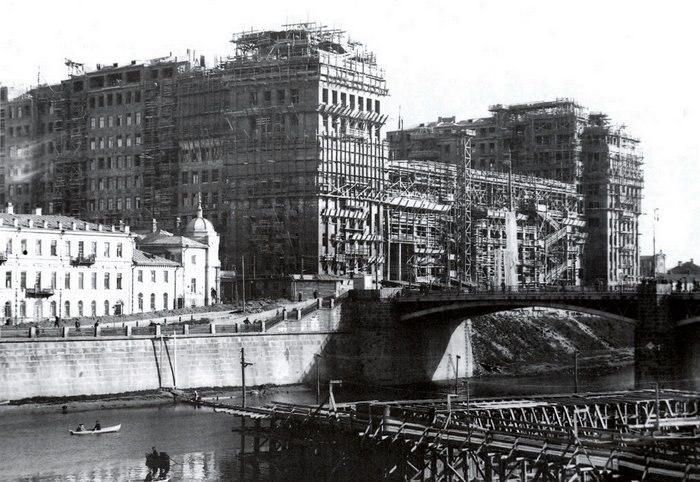
Budowa domu, 1930

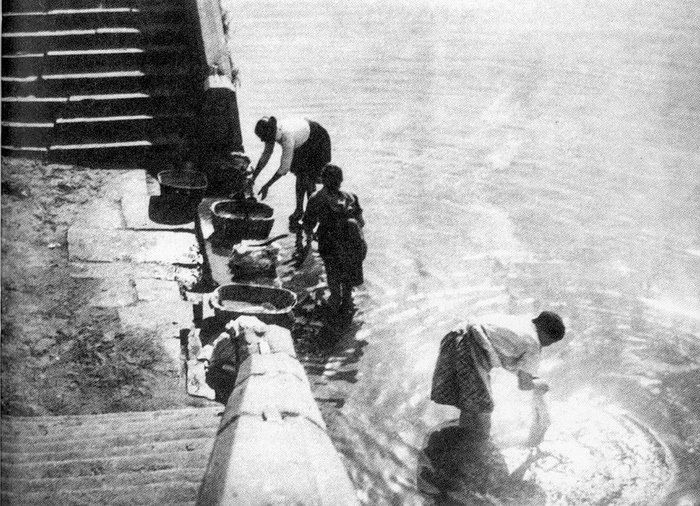
Praczki z Domu na nabierieżnoj robią pranie w rzece Moskwie, początek lat 30.

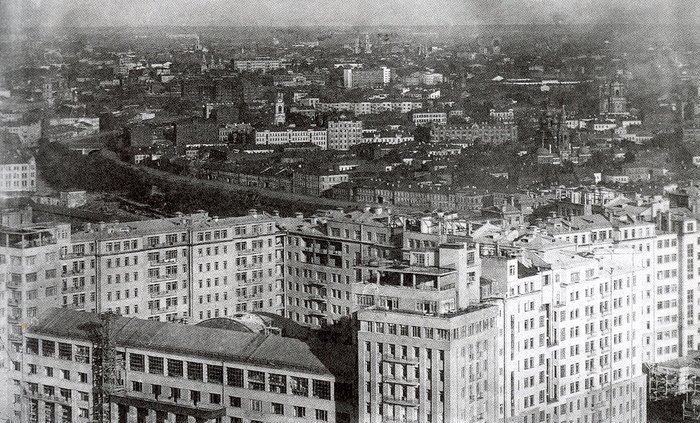
Dom z lotu ptaka, 1931

Po rewolucji październikowej wielu urzędników państwowych, w związku z przeniesieniem stolicy RFSRR z Piotrogrodu do Moskwy w 1918 roku, przeprowadziło się do nowego miasta. W pierwszych latach osiedlano ich bezpośrednio na Kremlu lub w Domach Rad, którymi zwykle były hotele, takie jak „Nacional’”, „Metropol”, czy „Łoskutnaja”.
W latach 20. konieczne stało się jednak zwolnienie hoteli na potrzeby miasta oraz eksmisja pracowników z Kremla, który miał stać się osobistą rezydencją Józefa Stalina i jego świty. Pracownicy Centralnego Komitetu Wykonawczego, Rady Komisarzy Ludowych ZSRR, Komisji Kontroli Partii, kierownictwa KC WKP(b), komisarze ludowi i ich zastępcy musieli zostać przesiedleni, postanowili więc wybudować budynek mieszkalny z pełną bazą usług konsumenckich i kulturalnych, przeznaczonych przede wszystkim dla jego mieszkańców. Prace projektowe rozpoczęły się w 1927 roku, kiedy pojawiły się środki na budowę dzięki udanej polityce NEP-u.
Pod budowę nowego kompleksu mieszkalnego wybrano teren na obszarze zburzonej składnicy wina i soli przy ulicy Wszystkich Świętych pomiędzy rzeką Moskwą a kanałem Wodootwodnym, niedaleko Centralnej Podstacji Tramwajowej i fabryki słodyczy Krasnyj Oktiabr’. W skład komisji budowlanej weszli przewodniczący Rady Komisarzy Ludowych ZSRR Aleksiej Rykow, sekretarz Centralnego Komitetu Wykonawczego ZSRR Awel Jenukidze, szef OGPU Gienrich Jagoda oraz powracający wówczas z Włoch architekt Boris Iofan.
Budowa domu trwała od 1928 do 1931 roku. Początkowo Iofan planował pokryć zewnętrzne ściany różowymi kruszywami granitowymi, aby kolor budynku współgrał z murami Kremla, jednak ze względu na bliskość kotłowni podstacji tramwajowej postanowiono utrzymać kompleks budynków w kolorze szarym. Z uwagi na to, że budowa miała miejsce na mokradłach, w trakcie wylewania fundamentów zainstalowano w ziemi pale, a materiały budowlane transportowano wozami i barkami wzdłuż rzeki. W trakcie prac kilkakrotnie zmieniano plan architektoniczny budynku: najpierw zwiększono liczbę mieszkań z 440 do 505, następnie porzucono plany rozbiórki pobliskiej cerkwi św. Mikołaja Cudotwórcy na Biersieniewce. Do budowy fundamentów budynku wykorzystano nagrobki z pobliskiego cmentarza. Podczas budowy w niejasnych okolicznościach w jednym z budynków wybuchł pożar. W rezultacie obiekt był przekazywany do użytku w częściach.
Od 1931 roku mieszkania w domu zaczęli otrzymywać przedstawiciele radzieckiej elity: przywódcy partyjni i państwowi, bohaterowie rosyjskiej wojny domowej, Pracy Socjalistycznej i Związku Radzieckiego, pisarze, pracownicy Kominternu, uczestnicy hiszpańskiej wojny domowej. Wśród mieszkańców Domu na nabierieżnoj były dzieci Stalina – Swietłana Alliłujewa i Wasilij Stalin, a także rewolucjonista Pantielejmon Lepieszynski i jego żona, biolog Olga Lepieszynska, najwyżsi funkcjonariusze państwowi Aleksiej Rykow, Ławrientij Beria, czy Nikita Chruszczow, hodowca Nikołaj Cycyn, poeta Diemjan Biedny, konstruktor lotniczy Artiom Mikojan, górnik oraz innowator przemysłu węglowego Aleksiej Stachanow, piloci Michaił Wodopjanow i Nikołaj Kamanin, czy pisarz Aleksandr Sierafimowicz (w 1933 roku na jego cześć ulica Wszystkich Świętych została przemianowana na ulicę Sierafimowicza). Najbardziej prestiżowe były klatki I i XII, których okna wychodziły na Kreml. Niżej wyceniono mieszkania z widokiem na elektrociepłownię czy pralnię. Parter budynków zajmowała służba i straż. Wysocy rangą mieszkańcy osiedlali się w mieszkaniach od pierwszego piętra wzwyż. Zmiany sytuacji zawodowej mieszkańców doprowadzały do migracji w obrębie zespołu mieszkalnego.
Na każdym poziomie znajdowały się dwa mieszkania. Miały one od jednego do siedmiu pokoi i powierzchnię od 40 do 300 m² z wysokością stropu 3,7 metra, były wyposażone w kuchenki gazowe, telefony, radioodbiorniki, zsypy na śmieci, miały dostęp do bieżącej, ciepłej wody, której w latach 30. nie było nawet na Kremlu, a także okna w toaletach i łazienkach według standardów europejskich. Wiele mieszkań zawierało także pokoje dla służby. Dom posiadał centralne ogrzewanie, windy osobowe i towarowe. Klatka 11 pozostała niezamieszkana, nie było w niej mieszkań ani wind. Istniał mit, że była ona używana przez NKWD do szpiegowania i podsłuchiwania mieszkańców, ale w latach 90. legenda ta została obalona – dzięki rezygnacji z tej klatki powiększono mieszkania w 12 klatce, uważane za najbardziej elitarne.
Każde mieszkanie zostało wyposażone w dębowy parkiet, sufity ozdobiono płaskorzeźbami i malowidłami zaprojektowanymi przez konserwatorów z Ermitażu. Meble i artykuły gospodarstwa domowego były zunifikowane i były wynajmowane według numerów inwentarzowych. Zamieszkując w Domu na nabierieżnoj, nowi lokatorzy podpisywali akty odbioru, w których uwzględniano wszystko, włącznie z zamkami do drzwi i klapami muszli klozetowych.
Oprócz budynków mieszkalnych w skład kompleksu wchodziła także pralnia, punkt pierwszej pomocy, kasa oszczędnościowa, poczta, żłobek i przedszkole, przychodnia lekarska, biblioteka, siłownia, kort tenisowy i sklep komercyjny. W piwnicach zainstalowano maszynę do topienia śniegu oraz kotłownię. Pomimo dużej powierzchni mieszkań i obecności w nich wszystkich nowoczesnych udogodnień, kuchnie były niewielkie – od 4 do 6 m², co miało zachęcać mieszkańców do korzystania ze stołówki, gdzie otrzymywali całe niezbędne wyżywienie za talony. Każda kuchnia miała otwór w ścianie na rurę samowarową i drzwiczki na windę towarową do wyrzucania śmieci. Na dziedzińcach domu znajdowały się rabaty kwiatowe i fontanny. Dla wypoczynku mieszkańców zorganizowano klub im. Aleksieja Rykowa i kino „Udarnik” na 1500 miejsc, w którym wyświetlano najnowsze dzieła kinematografii sowieckiej i światowej: w przeciwieństwie do zwykłych mieszkańców Moskwy, mieszkańcy domu mogli otrzymać bilety na pokazy filmowe bez kolejki. Dach kina był rozsuwany, ale w całej jego historii otwarto go tylko dwa razy.
Mimo wielu przywilejów, mieszkańcy kompleksu byli zobowiązani do przestrzegania wewnętrznego regulaminu: o wizycie gości trzeba było wcześniej informować komendantów, goście wpuszczani byli do mieszkań tylko po uprzednim telefonie z wachty. Wszelkie uroczystości kończyły się ściśle przed godziną 23:00, podwórka patrolowali strażnicy z psami. Windy były również pilnowane przez strażników; pasażerowie jechali na górę z eskortą, a na dół musieli zejść pieszo lub zapukać do metalowych drzwi windy, aby stróż na dole usłyszał i podniósł windę na ich piętro. Aby osoby postronne mogły przenocować w Domu na nabierieżnoj, trzeba było zameldować ich na pobyt czasowy – w przeciwnym razie gości odprowadzano na dworzec lub do hotelu.

### Lata Wielkiego terroru (1937–1938)

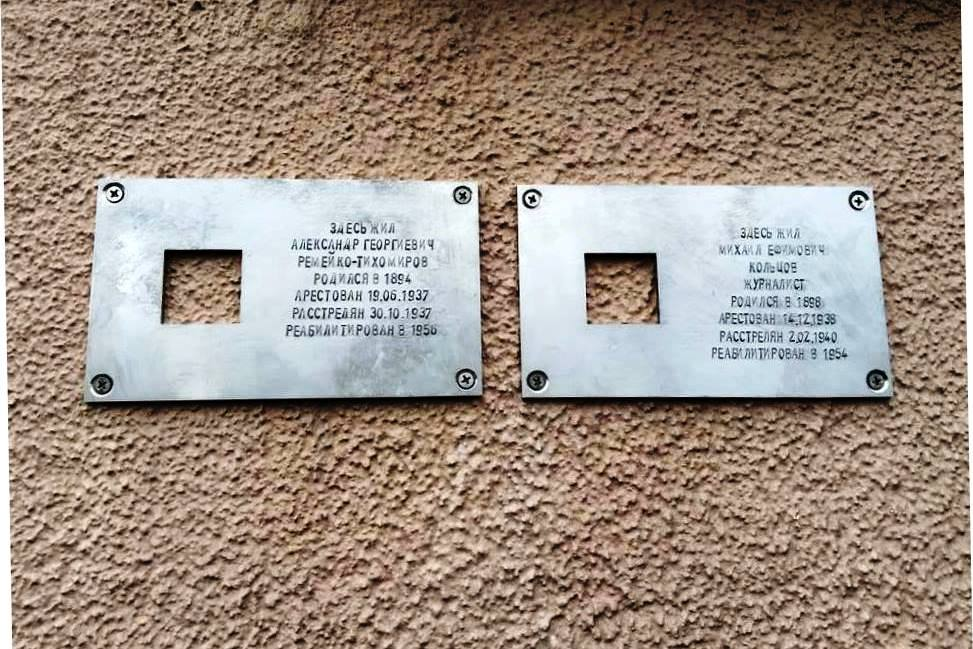
Tablice projektu „Ostatni adres”, upamiętniające ofiary Wielkiego terroru, zainstalowane na Domu na nabierieżnoj w 2016 roku

Pracownicy organów bezpieczeństwa wewnętrznego mieszkali w zakonspirowanych mieszkaniach i pracowali w domu pod przykrywką jako komendanci, dozorcy i windziarze. Istnieją opowieści o tym, jak niektórzy z nich spotykali się ze swoimi informatorami lub ukrywali poszczególnych mieszkańców. Od 1933 roku rozpoczęły się pojedyncze aresztowania mieszkańców domu, które przybrały charakter masowy w okresie Wielkiego terroru, kiedy walka z rzekomymi „wrogami ludu” dotknęła najwyższych urzędników państwowych, wojskowych i partyjnych. Spośród mieszkańców domu represjonowano ponad 700 osób, wśród których byli marszałkowie Michaił Tuchaczewski i Wasilij Blücher, Aleksiej Rykow i jego żona Nina, czy wysocy rangą pracownicy partyjni Pawieł Postyszew, Josif Piatnicki i Moisiej Kałmanowicz. Niektóre mieszkania pod koniec lat 30. zmieniały właścicieli po pięć razy: w pewnym okresie w całych klatkach wszystkie mieszkania były zapieczętowane, w tym w uprzywilejowanej „dwunastce”. Chęć zajęcia większej przestrzeni życiowej doprowadziła do licznych donosów na sąsiadów, a przez dom przetoczyła się fala samobójstw, w tym wśród kobiet i dzieci. Niejednokrotnie zdarzało się, że mieszkańców aresztowano całymi rodzinami, rozstrzeliwano i chowano w masowych grobach. Żony aresztowanych często również były wysyłane do obozów, w tym do obozu dla żon „zdrajców ojczyzny” w obwodzie akmolińskim (znanego jako AŁŻIR), a dzieci do sierocińców i specjalnych aresztów.
Z latami stalinowskimi wiążą się popularne nazwy domu: „kazamata na Biersieniewskiej”, „przedsionek Gułagu”, „pułapka na bolszewików”, „dom tymczasowego aresztowania”, „uśmiech Stalina”, „masowy grób”, czy „krematorium Kremla”. Według jednej z wielu legend córka aresztowanego oficera zabarykadowała się w pustym mieszkaniu, obiecując zastrzelić z rewolweru jej ojca każdego, kto wejdzie do środka. Wskutek tego została zamurowana w mieszkaniu na osobisty rozkaz Nikołaja Jeżowa i wkrótce zmarła z głodu. Inna legenda mówi, że z domu prowadziło bezpośrednie przejście na Łubiankę lub na Kreml. Krążyły pogłoski, że w mieszkaniach represjonowanych słychać głosy, dźwięki gramofonu, płacz dzieci .

### 1940–1990

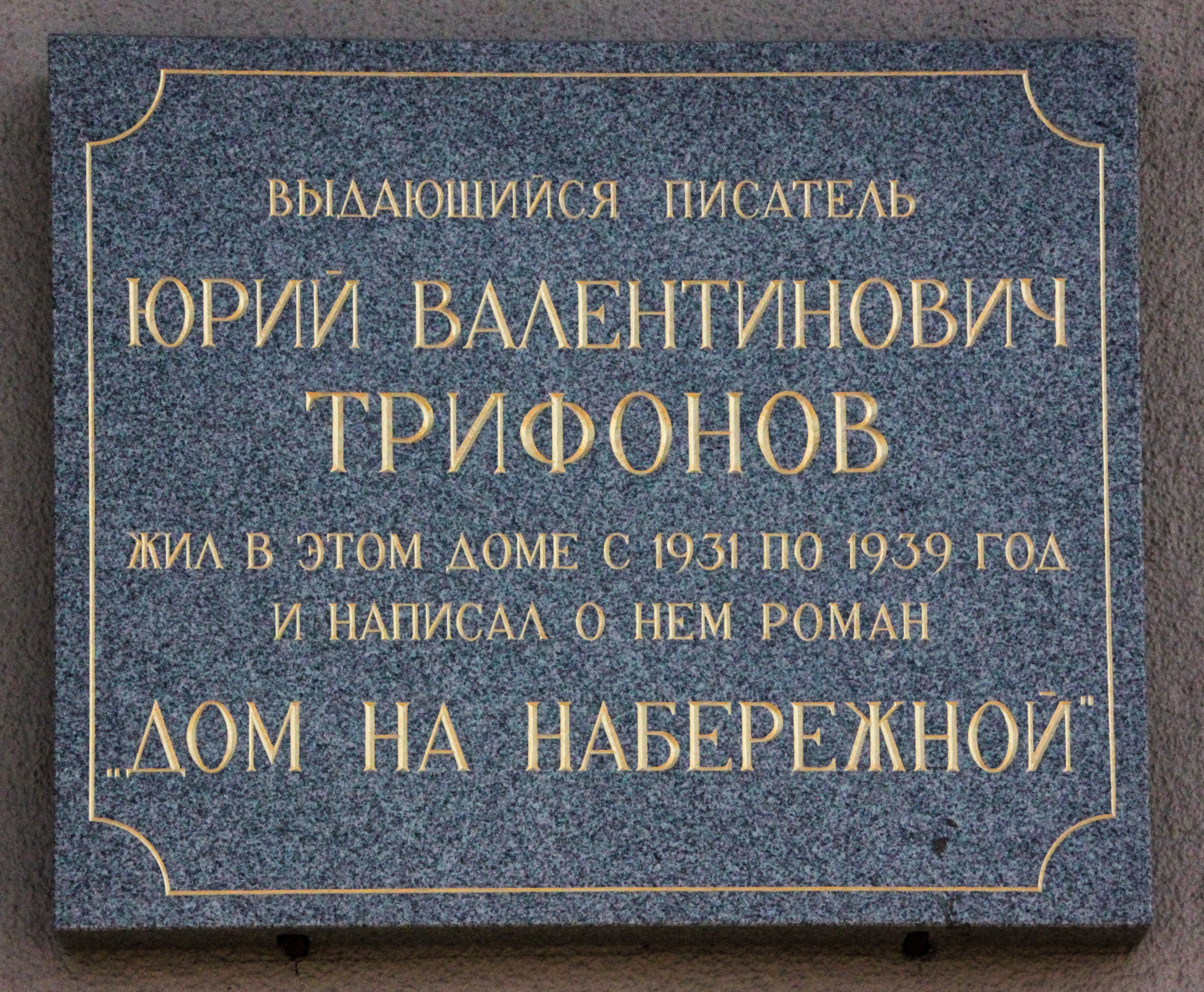
Tablica pamiątkowa na Domu na nabierieżnoj upamiętniająca Jurifa Trifonowa i jego powieść, 2011

Podczas II wojny światowej wszyscy mieszkańcy domu zostali przesiedleni, a sam kompleks zaminowany na wypadek kapitulacji Moskwy, aby nie oddać go Niemcom. Około 400 mieszkańców – od głównych urzędników partyjnych i rządowych po pracowników zakładów użyteczności publicznej – poszło na front, wielu wzięło udział w obronie Moskwy, inni zostali ewakuowani. 35 mieszkańców otrzymało tytuł Bohatera Związku Radzieckiego. Podczas bombardowania fala uderzeniowa wybiła okna i drzwi 19 oraz 24 klatki, ale ich mury ocalały. W latach wojny i powojennych w domu mieszkało wiele wybitnych osobistości Armii Czerwonej, m.in. marszałkowie Gieorgij Żukow, Iwan Bagramian, Iwan Koniew, Rodion Malinowski oraz Kiriłł Mierieckow.
Od 1942 roku mieszkańcy stopniowo zaczęli wracać do swoich mieszkań. Po wojnie rozpoczęła się druga fala represji, która zakończyła się dopiero po śmierci Stalina w 1953 roku. Mniej znane osoby zamieszkały tam w miejsce represjonowanych, część mieszkań zamieniono na komunałki, jednak dom zachował swój elitarny status. Wśród jego niezwykłych mieszkańców znalazły się także zwierzęta, które później stały się podopiecznymi moskiewskiego zoo: pilot Michaił Wodopjanow trzymał w domu niedźwiedzia polarnego Fomkę, uwiecznionego w wierszu Samuiła Marszaka, a polarnik Ilja Mazuruk pingwina Iljuszę i niedźwiedzia polarnego Fimkę.
Na początku lat 60. pomieszczenia klubu Rykowa zostały przekazane Ministerstwu Kultury ZSRR. W 1961 roku zostały one zajęte przez Moskiewski Teatr Rozmaitości.
W latach 70. w domu rozpoczęto generalny remont. Część mieszkań wielopokojowych została przebudowana i podzielona na kilka mieszkań dwupokojowych, zdemontowano zabytkowe drzwi dębowe, płaskorzeźby i malowidła na sufitach. W 1976 roku opublikowano powieść Dom nad rzeką Moskwą Jurija Trifonowa, który dorastał w tym domu w latach 30. XX wieku. Dzieło stało się bardzo popularne, a swój tytuł wzięło od nazwy budynku.
W połowie lat 80. kompleks przeszedł remont, zorganizowany staraniem Nikołaja Kamanina, który mieszkał tu od 1937 roku . W latach 90., wraz z początkiem prywatyzacji, wiele mieszkań sprzedano jako prestiżowe mieszkania dla najbogatszych. Część pomieszczeń od strony Biersieniewskiej nabierieżnoj zajęły biura różnych firm, niektórzy lokatorzy zaczęli wznosić dobudówki. Na terenie dawnego sklepu komercyjnego otwarto supermarket, a kino „Udarnik” stało się platformą sztuki współczesnej.

## Współczesność

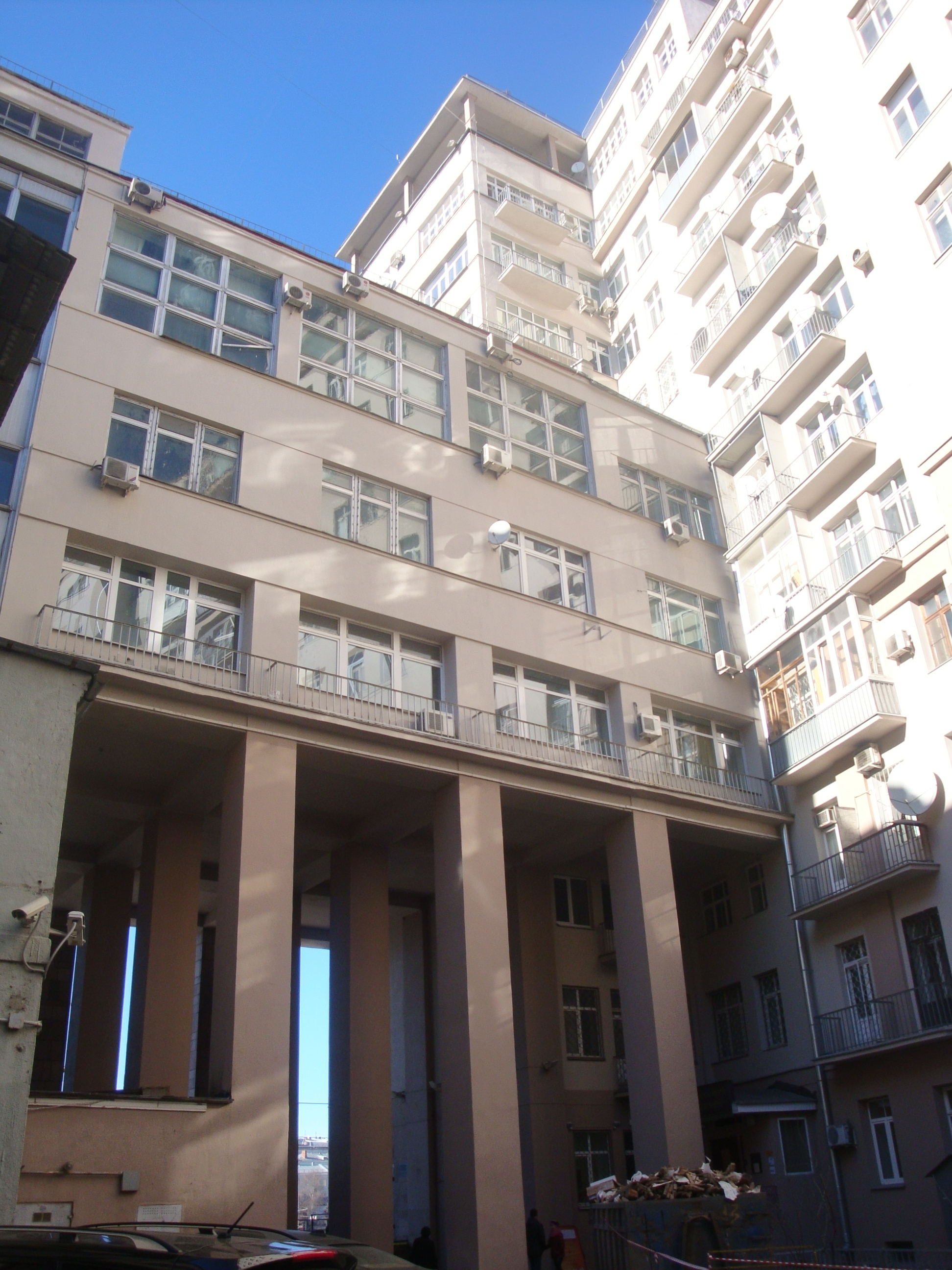
Dziedziniec Domu na nabierieżnoj, 2014

Od 2001 do 2011 roku na dachu budynku znajdowało się 6,5-tonowe i 8-metrowe logo reklamowe firmy Mercedes-Benz.
W 2006 roku producent Nikołaj Biłyk, reżyser Lidia Strielnikowa, scenarzyści Oleg Wakulowski i Olga Riezniczenko nakręcili cykl 27 półgodzinnych programów poświęconych historii domu. „Mistyczna” świetność budynku przyciąga uwagę pisarzy science fiction. W teatrologii Andrieja Walentynowa „Oko mocy” w „Domu na nabierieżnoj” znajdował się portal do innego wymiaru. W powieści Aleksandra Tieriechowa „Kamienny most” w budynku mieszkała rodzina bohatera, dyplomata Umanskiego. Tutaj rozgrywają się wydarzenia z powieści Mili Bojadżijewej „Powrót Mistrza i Małgorzaty”, napisanej jako nieoficjalna kontynuacja słynnej powieści Michaiła Bułhakowa.
W 2012 roku media donosiły o pięciopokojowym mieszkaniu patriarchy moskiewskiego i całej Rusi Cyryla w Domu na nabierieżnoj. Mieszkanie zajmowała jego domniemana krewna Lidia Leonowa.
Kompleks jest chroniony przez państwo jako obiekt dziedzictwa kulturowego. W ostatnich latach mieszkańcy kamienicy walczą o zachowanie jej historycznego wyglądu, dążąc do usunięcia dobudówek z lat 90. XX wieku, wnosząc o renowację zabytkowych latarni i warsztatów remontowych w piwnicy. Obecnie oprócz mieszkań na jego terenie znajdują się: Moskiewski Teatr Rozmaitości, Kino „Udarnik”, Dom Prasy Rosyjskiej oraz biura różnych organizacji komercyjnych.
Oprócz potomków weteranów, gwiazd muzyki, teatru i kina, w domu mieszkają dziś także naukowcy i potomkowie dawnych mieszkańców. Wśród nich są wnuk reżysera Grigorija Aleksandrowa, krewni pilota Michaiła Wodopjanowa i aktora Aleksieja Batałowa, aktorzy Giennadij Chazanow, Leonid Kurawlow, Natalja Andriejczenko i Aleksandr Domogarow, piosenkarka Glukoza, dziennikarka i projektantka mody Szachri Amirchanowa (wnuczka poety Rasuła Gamzatowa) oraz dyrektorka stacji telewizyjnej Dożd´ Natalja Sindiejewa. Część mieszkań wynajmowana jest m.in. pracownikom dużych międzynarodowych korporacji.